# Volo American Eagle 5456
Il volo American Eagle 5456, ufficialmente operativo come volo Executive Air Charter 5456, era un volo di linea per pendolari tra l'Aeroporto di San Juan-Isla Verde di San Juan, Porto Rico, e l'aeroporto Eugenio María de Hostos di Mayagüez. Il volo era operato da Executive Airlines, operante come American Eagle con CASA C-212. Durante l'avvicinamento a Mayagüez, il 7 giugno 1992, le condizioni meteorologiche non erano molto buone. L'aereo si schiantò durante una forte pioggia in una palude prima di atterrare sulla pista. L'incidente distrusse il turboelica uccidendo tutte e cinque le persone a bordo.